# Folíolo

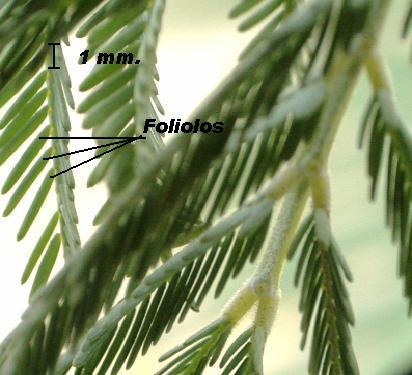
Folíolo.

En botánica, se llama pinna o folíolo a cada una de las piezas separadas en que a veces se encuentra dividido el limbo de una hoja.
Cuando el limbo foliar está formado por un solo folíolo, es decir no está dividido, se dice que la hoja es una hoja simple.
Cuando el limbo foliar está dividido en folíolos se dice que la hoja es hoja compuesta.
Según el número de folíolos o pinnas de una hoja compuesta podemos diferenciar:
- Hojas paripinnadas. Aquellas con un número par de pinnas.
- Hojas imparipinnadas. Aquellas con un número impar de pinnas.
- Hojas palmaticompuestas. Aquellas con un raquis comprimido en el cual los folíolos se ordenan en forma de palma.

Una hoja pinnada puede tener a su vez las pinnas divididas en pínnulas, estas hojas frecuentes, por ejemplo en muchos helechos, se denominan bipinnadas.